# Sebastian Madera
Sebastian Madera (ur. 30 maja 1985 w Rawiczu) – polski piłkarz grający na pozycji środkowego obrońcy w Zagłębiu Lubin. Młodzieżowy reprezentant Polski.

## Kariera klubowa
Madera jest wychowankiem zespołu Orla Wąsosz, w którego pierwszej drużynie grał przez pół roku. Od sezonu 2003/04 grał dla III-ligowej Miedzi Legnica. Zajęła ona 5. miejsce w rozgrywkach III ligi, a Madera podczas sezonu strzelił jednego gola w spotkaniu z Włókniarzem Kietrz (2:0).
Utalentowanego zawodnika zauważono w Łodzi i postanowiono sprowadzić go do miejscowego Widzewa. Zapłacono za niego 200.000 zł. 13 sierpnia zaliczył debiut w barwach czerwono-biało-czerwonych – był to przegrany 1:4 mecz z GKS Bełchatów.
Niestety, już 4 dni później na treningu doszło do tragedii. Po ostrym ataku kolegi z drużyny, Daniela Fabicha, Madera złamał dwie kości - piszczelową i strzałkową. Po blisko 2 latach, Madera został wypożyczony z Widzewa do KKS Koluszki, gdzie miał dojść do siebie po długiej rehabilitacji. W meczu z RKS Radomsko złamał nogę w tym samym miejscu.
Po kolejnych zmaganiach z kontuzją, Madera wrócił do gry w sezonie 2008/09. Tym razem został wypożyczony do Tura Turek. W jego barwach zadebiutował 6 sierpnia w spotkaniu z Wisłą Płock (1:1). Łącznie rozegrał tam 28 spotkań (27 ligowych i 1 w Pucharze Polski). Turowi nie udało się utrzymać w lidze i spadł do niższej klasy rozgrywkowej.
Od sezonu 2009/2010 znów gra w Widzewie. Pierwszy mecz po powrocie do łódzkiego zespołu rozegrał 19 września z GKP Gorzów (0:0). Awansował do Ekstraklasy, w której zadebiutował 27 listopada 2010 w wygranym meczu z Górnikiem Zabrze (4:0). Swoją pierwszą bramkę dla Widzewa Madera zdobył 9 kwietnia 2011 w meczu ze Śląskiem Wrocław (2:2).
29 lutego 2012 Madera został wypożyczony do Lechii Gdańsk na rok z opcją pierwokupu. W maju 2012 roku Lechia definitywnie wykupiła Maderę z Widzewa, podpisując z piłkarzem dwuipółletnią umowę.
24 czerwca 2014 zawodnik związał się z Jagiellonią Białystok dwuletnim kontraktem. Umowa zawiera opcję przedłużenia o kolejny rok.

## Statystyki
stan na 5 lipca 2016
| Sezon       | Klub                  | Kraj   | Rozgrywki                    | Mecze | Bramki |
| ----------- | --------------------- | ------ | ---------------------------- | ----- | ------ |
| 2002/03 (w) | Orla Wąsosz           | Polska | Liga okręgowa grupa: Legnica | -     | -      |
| 2003/04     | Miedź Legnica         | Polska | III liga                     | -     | 1      |
| 2004/05 (j) | Miedź Legnica         | Polska | III liga                     | -     | 0      |
| 2004/05     | Widzew Łódź           | Polska | II liga                      | 1     | 0      |
| 2005/06     | Widzew Łódź           | Polska | II liga                      | 0     | 0      |
| 2006/07 (j) | KKS Koluszki          | Polska | IV liga                      | -     | 0      |
| 2006/07 (w) | Widzew Łódź           | Polska | I liga                       | 0     | 0      |
| 2007/08     | Widzew Łódź           | Polska | I liga                       | 0     | 0      |
| 2008/09     | Tur Turek             | Polska | I liga                       | 27    | 0      |
| 2009/10     | Widzew Łódź           | Polska | I liga                       | 11    | 0      |
| 2010/11     | Widzew Łódź           | Polska | Ekstraklasa                  | 12    | 1      |
| 2011/12 (j) | Widzew Łódź           | Polska | T-Mobile Ekstraklasa         | 5     | 1      |
| 2011/12 (w) | Lechia Gdańsk         | Polska | T-Mobile Ekstraklasa         | 7     | 2      |
| 2012/13 (j) | Lechia Gdańsk         | Polska | T-Mobile Ekstraklasa         | 10    | 0      |
| 2013/14     | Lechia Gdańsk         | Polska | T-Mobile Ekstraklasa         | 27    | 1      |
| 2014/15     | Jagiellonia Białystok | Polska | T-Mobile Ekstraklasa         | 31    | 0      |
| 2015/16     | Jagiellonia Białystok | Polska | Ekstraklasa                  | 23    | 1      |
| 2016/17     | Zagłębie Lubin        | Polska | Ekstraklasa                  | 0     | 0      |

## Kariera reprezentacyjna
W 2004 roku Madera grał w reprezentacji Polski U-19. Wystąpił z nią na Mistrzostwach Europy U-19 w Szwajcarii, gdzie zagrał we wszystkich trzech meczach, jakie rozegrała Polska na tym turnieju, oraz strzelił bramkę przeciwko Turcji.